# Ehemaliges Pfarrhaus (Wegfurt)

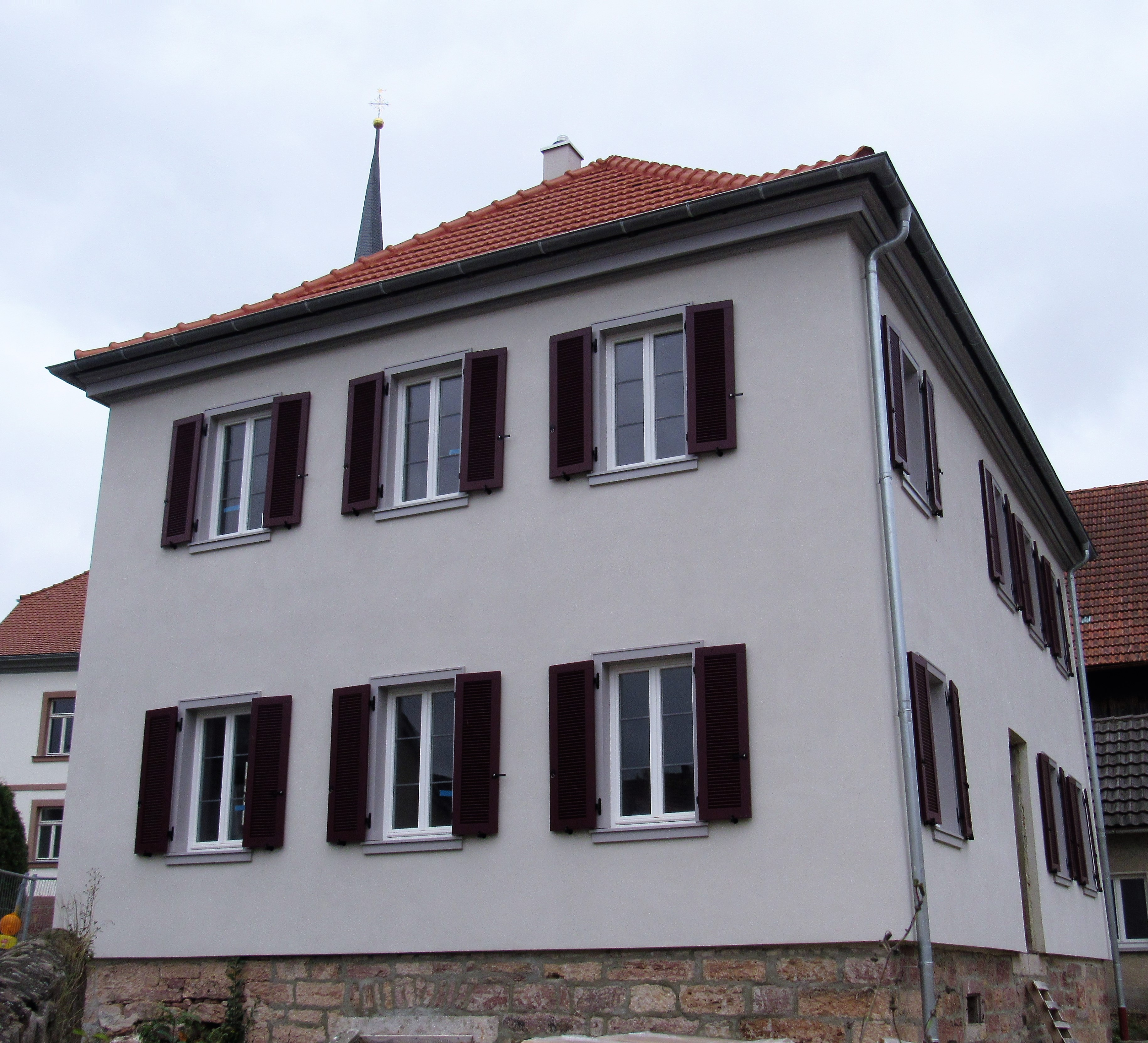
Pfarrhaus in Wegfurt

Das ehemalige Pfarrhaus in Wegfurt, einem Stadtteil von Bischofsheim in der Rhön, wurde im Jahr 1852 errichtet. In den Jahren 1955 und 1956 fand eine Renovierung des Pfarrhauses statt. Seit dem Ruhestand des Pfarrers Gregor Göpfert († 2014) im Jahr 1978 wird das Haus nicht mehr als Pfarrhaus genutzt. Das ehemalige Pfarrhaus mit der Adresse Am Kirchberg 2 ist ein geschütztes Baudenkmal.
Das zweigeschossige verputzte Fachwerkgebäude mit Walmdach besitzt eine originale Haustür mit Oberlicht und eine Freitreppe.